# نعیم تالو
نعیم تالو (انگلیسی: Naim Talu؛ ۲۲ ژوئیهٔ ۱۹۱۹ – ۱۵ مهٔ ۱۹۹۸) یک سیاست‌مدار اهل ترکیه بود.